# Eduardo Bacil
Eduardo Jorge „Anjinho“ Bacil Filho (* 11. März 1971 in Rio de Janeiro) ist ein ehemaliger brasilianischer Volleyball- und Beachvolleyballspieler. Er wurde Südamerikameister und zweimaliger Titelträger seines Heimatlandes im Sand.

## Karriere

### Karriere Halle
Schon als Fünfzehnjähriger war der in der zweitgroßten Stadt Brasiliens geborene Sportler für die Jugendnationalmannschaft seines Heimatlandes aktiv, mit der er 1988 als Kapitän Südamerikameister wurde. Gleichzeitig gehörte er schon zum Erwachsenenkader von Fluminense FC. Eine Saison später gewann er mit CR Flamengo die Carioca Championship und stand für die A-Nationalmannschaft auf dem Spielfeld. Im folgenden Jahr verteidigte er mit Flamengo die Landesmeisterschaft. Die nächste Spielzeit verbrachte der Zuspieler bei Telesp Clube. Anschließend wechselte er zum Minas Tênis Clube und wurde mit dem Sportverein aus Belo Horizonte Vierter der brasilianischen Superliga. Im selben Jahr  war er ein letztes Mal für sein Nationalteam aktiv, das die Weltliga auf dem fünften Platz beendete. Danach konzentrierte sich Anjinho nur noch auf seine Karriere im Sand.

### Karriere Beach
Parallel zu seinen Hallenaktivitäten nahm der Athlet 1990 an der Landesmeisterschaft im Sand teil und holte sich als Neunzehnjähriger den Titel, den er ein Jahr später verteidigte. In diesen beiden und in der folgenden Spielzeit war Bacil mit Nilo Chavarry auch bei den FIVB Open in seiner Heimatstadt aktiv. Bestes Resultat war der vierte Rang 1992. Danach wurde er mit José Loiola in einer vierteiligen Turnierserie Südamerikameister und startete mit ihm bei der World Tour wieder in seinem Geburtsort. Nach dem Halbfinalerfolg über die vierfachen Rio-Sieger Sinjin Smith und Randy Stoklos beschlossen die Brasilianer, dass sie stark genug für die AVP Tour waren und erreichten bei den Open in Fort Worth und Grand Haven sowie beim Tournament of Champions in Cincinnati das Endspiel und später in Ocean City den dritten Platz.
1994 kamen weitere Finalteilnahmen bei der Santa Cruz Gold Crown und den Hermosa Beach International Championships hinzu, bevor sie 1995 als erstes Duo, das nicht in den Vereinigten Staaten geboren wurde, bei einem Event der Association of Volleyball Professionals (AVP) siegten. Nach dem Erfolg bei der Indoorveranstaltung im Washington, D.C. gelangen in der gleichen Spielzeit weitere zweite Plätze bei den Fort Myers Open und bei der nächsten Gold Crown Veranstaltung, die diesmal in Clearwater stattfand. 1996 erkämpften sich Randy Stoklos und Anjinho die Finalteilnahme in Indianapolis, während der Südamerikaner im nächsten Jahr mit seinem langjährigen Partner aus der Heimat zum zweiten Mal bei der World Tour in Rio Silber gewann und bei der ersten offiziellen Weltmeisterschaft den geteilten fünften Platz belegte. Mit Stein Metzger stand der Athlet aus der Stadt an der Guanabara-Bucht 1998 in Cincinnati in seinem neunten Endspiel der amerikanischen Serie.
2000 kamen zu seiner inzwischen umfangreichen Sammlung von Podestplätzen zwei weitere hinzu. Mit Fred wurde er Dritter in Manhattan Beach und Huntington Beach. Dort sicherte sich Anjinho mehr als sechs Jahre nach seinem ersten Turniergewinn an der Seite von Scott Ayakatubby auch seinen ersten und einzigen Sieg im Freien bei einer der großen beiden Beachtouren. Im letzten Spiel des Events besiegte das nord/südamerikanische Beachpaar den three-time All-American Canyon Ceman und den Silbermedaillengewinner von Atlanta Mike Whitmarsh. Die letzten fünf Stockerlplätze seiner Karriere erreichte Eduardo Bacil wieder mit seinen Landsleuten. Mit Fred wurde er 2002 in Hermosa Beach, Santa Barbara und Manhatten Beach jeweils Dritter sowie bei den Chicago Championships of Beach Volleyball zum ersten Mal Zweiter, mit Loiola stand er eine Saison später in Manhattan Beach zum letzten Mal in einem Endspiel.
In seiner Profikarriere im Sand, die im Sommer 2006 in Seaside Heights endete, gehörte Anjinho Bacil zehn Jahre in Folge zu den Top Acht der AVP-Rangliste. Er siegte zweimal bei der amerikanischen Tour, stand elfmal auf dem zweiten und 16-mal auf dem dritten Platz. Dazu kamen zwei Finalteilnahmen bei der FIVB und zahlreiche top sechs Platzierungen sowie die Südamerikameisterschaft, die Viertelfinalteilnahme bei der ersten WM und die zwei brasilianischen Titel.

### Karriere als Trainer
Seit dem Beginn des Rockstar Trainingsprograms 2009 ist Anjinho dort aktiv. Zusätzlich war er an der El Segundo High School Cheftrainer und führte das Team 2015 zur CIF Meisterschaft DIV 3. Für diese Leistung wurde er als Trainer des Jahres der Liga ausgezeichnet. Ebenfalls ab 2009 war er für USA Volleyball tätig. Er trainierte die Nationalmannschaft der unter Einundzwanzigjährigen sowie das U23 und das U26 Beachvolleyballteam und gewann mit den Junioren zwei Weltmeisterschaften und erreichte mehrere Male die Vorschlussrunde. 2021 war er für die BOYS U19 DIVISION als Chefcoach verantwortlich.

### Persönliches
In seiner Heimatstadt studierte Bacil an der Universidade Estácio de Sá Sportunterricht und Coaching. 2010 nahm er am Beach Coaching Accreditation Program (BCAP) von USA Volleyball teil, das speziell auf das Beachvolleyball ausgerichtete Trainingsinhalte anbot. In Los Angeles, wo er mehrere Jahre lebte, lernte der Sportler seine Ehefrau Nikki kennen. Die beiden haben drei Kinder Reagan, Jackson und Dominique. In Brasilien ist Anjinho ist eine Zeichentrickfigur. Auf Portugiesisch bedeutet Anjinho „kleiner“ Engel.